# Antonio Idiáquez Manrique
Antonio Idiáquez Manrique (Madrid, 1579? - Segovia, 17 de noviembre de 1615) fue un eclesiástico español.
Nacido en Madrid, fue hijo de Francisco Idiázquez, secretario del Consejo de Italia, y de Juana Móxica. Se crio desde niño en Segovia, donde cursó sus primeros estudios, terminando su formación en las universidades de Alcalá y Salamanca, siendo también rector de esta última.
Fue arcediano y canónigo de la iglesia de Segovia, obispo de Ciudad Rodrigo (1610-1613) y finalmente obispo de Segovia. Gobernando esta última diócesis, se terminó el Santuario de Nuestra Señora de la Fuencisla, y falleció en ella el 17 de noviembre de 1615, siendo enterrado en la capilla de San Antón de la catedral de Segovia, que él mismo dotó, y donde se conserva su sepulcro barroco, obra de José Galbán.
| Predecesor: Pedro Ponce de Léon II | Obispo de Ciudad Rodrigo 1610 - 1613 | Sucesor: Jerónimo Ruiz Camargo            |
| Predecesor: Pedro de Castro y Nero | Obispo de Segovia 1613 – 1615        | Sucesor: Juan Vigil de Quiñones y Labiada |